# نيكولاس بافلوف
نيكولاس بافلوف (بالروسية: Павлов, Николай Васильевич)‏ (و. 1893 – 1971 م) هو عالم نبات، من الإمبراطورية الروسية، ولد في سانت بطرسبرغ، توفي في ألماتي، عن عمر يناهز 78 عاماً.

## التعليم
تعلم في Russian State Agrarian University – Moscow Timiryazev Agricultural Academy ‏.

## جوائز
حصل على جوائز منها:
- جائزة الاتحاد السوفييتي الحكومية.